# Kigul
Kigul (in aleutino Kiigalux) è una piccola isola del gruppo delle Fox nell'arcipelago delle Aleutine orientali e appartiene all'Alaska (USA). Si trova al largo della costa sud-orientale di Umnak.